# 서동요 (드라마)

드라마 서동요에서 두 주인공이 사랑을 확인하는 장면의 배경으로 사용된 성흥산성 남문 근처의 나무

《서동요》(薯童謠)는 2005년 9월 5일부터 2006년 3월 27일까지 방영된 SBS 창사 15주년 대하드라마이며 SBS 드라마본부 측에선, 해당 작품에 앞서 사전제작 미니시리즈 《내 인생의 스페셜》을 편성할 예정이었지만 명세빈(윤혜라 역)이 같은 시간대 KBS 2TV 미니시리즈 《웨딩》의 배역을 포기하는 것이 아니냐는 논란이 일었으나 SBS 편성설이 불발되는 바람에 명세빈은 '겹치기 출연'을 피할 수 있었다.
게다가, 《내 인생의 스페셜》에서 윤예린 역을 맡았던 강은비는 이 작품이 동시간대 타방송사 수목 미니시리즈로 편성될 가능성이 높아져 KBS 2TV 《황금사과》캐스팅 제의를 뿌리쳤으며 《내 인생의 스페셜》은 뒷날 주연배우들의 촬영 중 부상으로 방송이 중단된 《늑대》후속 MBC 월화 미니시리즈로 간신히 편성됐다.
제작사는 김종학프로덕션이며, 백제 후기의 역사를 다루고 있다.

## 줄거리
서동은 백제 왕가의 후손이지만 기구한 운명으로 자신의 신분을 모른 채 살아간다. 서동이 말썽을 피우자 서동의 어머니 연가모는 오래전 자신과 혼인을 약속했던 기술사 목라수에게 서동을 보내 기술을 배우게 한다. 서동은 목라수가 자신의 아버지일지 모른다는 기대감으로 찾아가지만 모욕만 받고 쫓겨나는데...

## 등장 인물

### 주요 인물
- 서동 : 조현재 (아역 김석)
- 선화공주(김선화) : 이보영 (아역 최진리)

### 백제 인물
- 성왕 : 안석환
- 위덕왕 : 정욱
- 혜왕 : 박태호
- 법왕 : 김영호
- 의자왕 : 미상
- 연가모 : 이일화
- 왕후 해씨 : 김혜정 혜왕의 제1왕후
- 왕후 해씨:한태윤 법왕의 제1왕후
- 아좌태자 : 정재곤
- 우영공주 : 허영란

### 태학사(하늘재) 인물
- 해도주 : 한인수
- 진려 : 이병식
- 흑치평 : 이희도
- 왕구 : 맹상훈
- 아택걸취 : 라재웅
- 백무 : 손건우
- 사택기루 : 류진
- 박사 목라수 : 이창훈
- 맥도수 : 임현식
- 국수 : 이숙
- 우수 : 이승아
- 아소지 : 미상
- 고이소지 : 미상
- 고모 : 신국
- 주리영 : 김유진
- 마나모진 : 정선경
- 은진 : 구혜선
- 범로 : 백봉기
- 범생 : 오승윤

### 신라 인물
- 진평왕(김백정) : 최동준
- 천명공주 : 이경화
- 마야부인 : 김화란
- 김사흠 : 나성균
- 여관 보명 : 안여진
- 서충 : 서범식
- 초기 : 노윤
- 보량법사 : 조동희
- 위송 : 김진호
- 구산 : 성창훈

### 그 외 인물
- 유림 : 진태현
- 약산 : 방길승
- 고도 : 이정우
- 미상 : 김동현
- 미상 : 공재원
- 미상 : 한춘일
- 미상 : 원종선
- 미상 : 김대성
- 미상 : 박우열
- 미상 : 정종현
- 미상 : 김광인
- 미상 : 이정성
- 미상 : 최성웅

## 결방 사유
- 2005년 9월 19일 : 8시 35분부터 추석특선영화 <태극기 휘날리며> 편성으로 인해 결방[3]
- 2005년 11월 14일 : 창사특선영화 <말아톤> 편성으로 인해 결방[4]
- 2006년 1월 30일 : 설 특선영화 <잠복근무> 편성으로 인해 결방[5]

## 연장
- 서동요 방영 분량이 50부작에서 6회 연장되어 56부작으로 변경 및 확정되었다.

## 수상 경력
- 2005년 SBS 연기대상 뉴스타상 이보영
- 2005년 SBS 연기대상 10대 스타상 조현재

## 참고 사항
- 마나모진 역의 정선경은 담당 PD 이병훈의 전작 <허준>, <대장금> 캐스팅 제의를 거절하였으나 해당 드라마에는 출연하였다.[6]
- 평균 시청률은 18.5%로 나쁘지 않은 편이었으나, 이병훈 감독의 전작 <허준>, <대장금>에 비하면 아쉬운 성적이라는 평을 받았다.[7]
- <대장금>의 이병훈 PD와 김영현 작가가 다시 의기투합한 작품으로 이 PD는 방영 전 "'대장금'에서 제대로 살리지 못했던 러브스토리를 강화하겠다"며 "'대장금'보다 훨씬 다양한 이야기가 그려질 것"이라 장담하였으나[8] 전작에 비해 생생한 인간 군상을 그려내지 못했다는 평가를 받았다.[9]
- 창사 특집 기념으로 만든 드라마였음에도 SBS 창사기념일이었던 2005년 11월 14일 해당 작품을 뺀 대신 창사특선영화 말아톤을 편성하여 시청자들로부터 따끔한 눈초리를 사야 했다.[4]

## 같이 보기
- 주몽 (드라마)
- 근초고왕 (드라마)
- 광개토태왕 (드라마)
- 삼국기
- 계백 (드라마)
- 서동요